# Julie Heierli

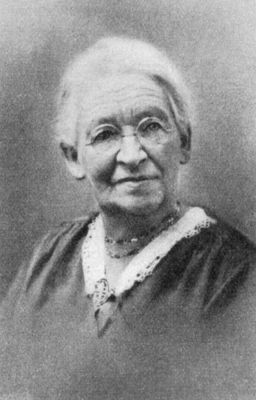
Julie Heierli

Julie Heierli-Weber (* 14. Juli 1859 in San Francisco; † 31. Juli 1938 in Zürich) war eine Schweizer Modistin und Trachtenforscherin.

## Leben
Julie Weber wurde 1859 in Kalifornien geboren, wohin ihre Eltern Julius Weber und Elize (geb. Niedermann) ausgewandert waren. Nach dem Tod des Vaters kehrte die Mutter mit den drei Kindern nach Zürich zurück und eröffnete am Predigerplatz ein Geschäft. Julie Heierle machte eine Lehre als Modistin und eröffnete danach an der Wühre ein erfolgreiches Modegeschäft. Sie heiratete 1882 Jakob Heierli, der als Sekundarlehrer in Hottingen arbeitete.

## Schaffen
Heierli begann sich mit Schweizer Bauerntrachten und der damit eng verbundenen Volkskultur zu befassen. Sie sammelte und sichtete Trachten, Bilder und Texte und traf sich mit den Menschen, insbesondere Frauen im ganzen Land und in den entlegensten Gebieten, um zu zeigen, wie die Trachten sich entwickelt und verändert hatten. Sie machte bereits 1892 den Vorschlag, im neuen Schweizerischen Landesmuseum auch eine Trachtensammlung einzurichten. Sie kümmerte sich um die Beschaffung der Sammlungsstücke, ihre Instandstellung und richtete die Sammlung ein.
Im Jahresbericht des Landesmuseums schrieb sie:

«Vor 100 Jahren konnte man überall in der Schweiz die Leute in ihren eigentümlichen Trachten erscheinen sehen. Heute finden wir nur noch spärliche Reste dieser Sitte, die alten Trachten sind fast ausgestorben. Es musste daher als eine der Aufgaben des Schweizerischen Landesmuseums angesehen werden, auch in dieser Beziehung zu sammeln, was an charakteristischen Kleidungsstücken aus früheren Jahrhunderten noch zu finden ist. Es ware höchste Zeit, denn kaum etwas verschwindet so rasch wie die Trachten des Volkes, die Kostüme des Patriziers.»

In den Jahren 1922 bis 1932 veröffentlichte sie ihr fünfbändiges Hauptwerk Die Volkstrachten der Schweiz, das bis heute als die umfassendste und historisch fundierteste Arbeit zum Thema gilt.

## Ehrungen
Die Gesellschaft zu Fraumünster in Zürich ehrte Julie Heierli anlässlich der jährlichen Frauenehrung am Sechseläuten 2018.

## Werke
- Die Schweizer-Trachten vom XVII.–XIX. Jahrhundert nach Originalien. Polygraphisches Institut, Zürich 1897/1898, doi:10.3931/e-rara-55369.
- Die Volkstrachten der Innerschweiz. Rentsch, Erlenbach 1922 (Digitalisat).
- Schweizerische Trachtenfeste. In: Heimatschutz/Patrimoine. Bd. 18 (1923), H. 1, S. 13–15 (Digitalisat), H. 3, S. 46–48 (Digitalisat), H. 5, S. 74–77 (Digitalisat).